# Knogjärn

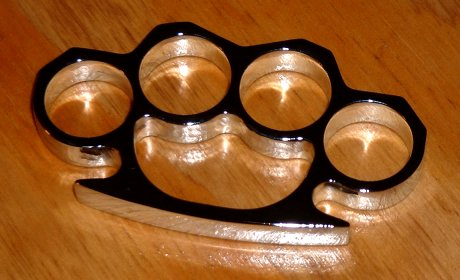
Knogjärn med fyra ringar att trä över handens fingrar.

Knogjärn är ett enkelt vapen som består av en rad tjocka metallringar som sitter fast i varandra och som träs över fingrarna för att skydda handen och ge tyngd i slagen. 

## Utseende

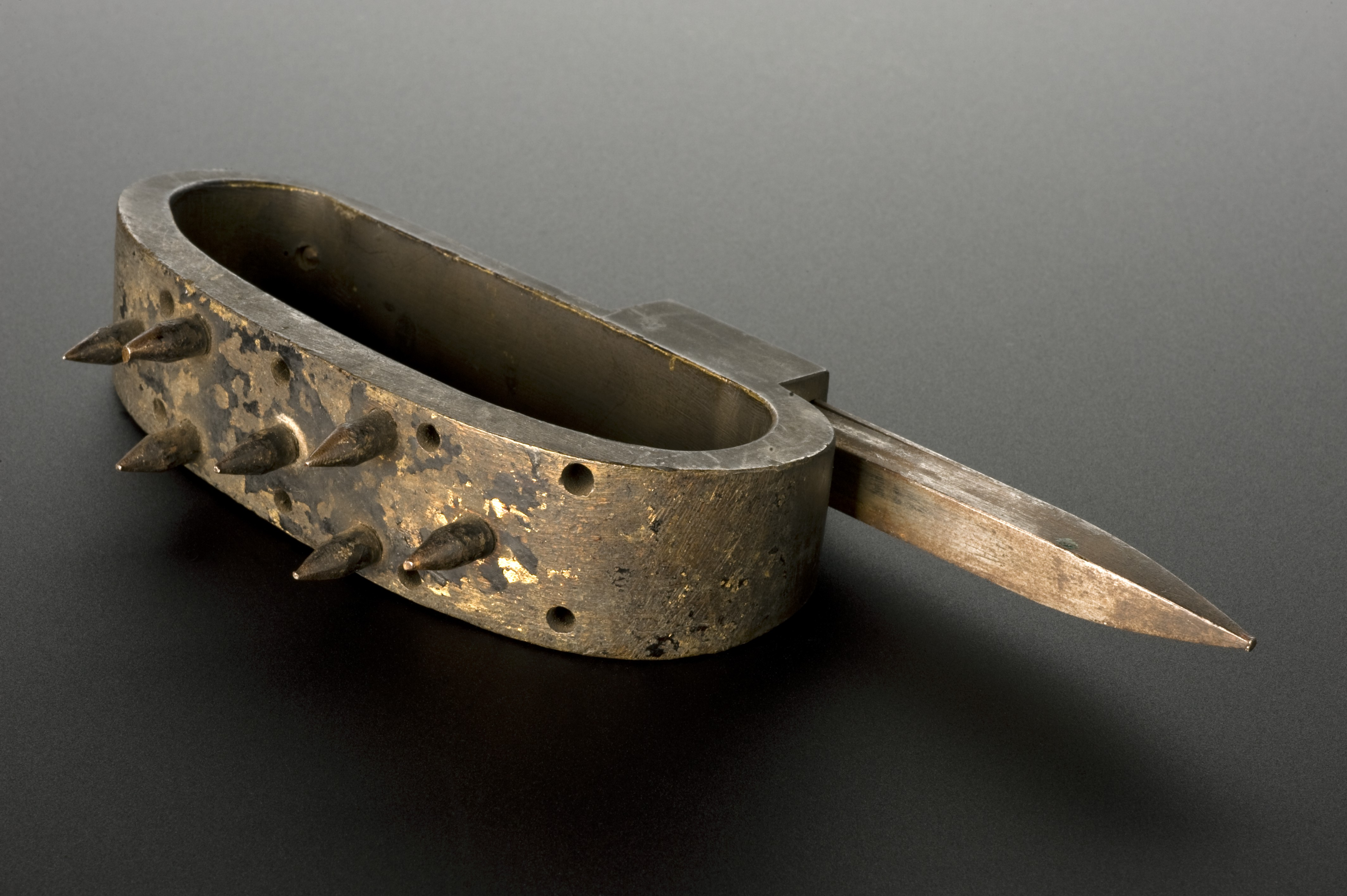
Knogjärn med tydliga piggar använt av brittisk soldat i närstrider vid första världskriget.

Knogjärnets utseendet varierar, men vanligt är fyra ringar som ibland kan ha piggar för att ytterligare öka skadan hos motståndaren. Knogjärnet används vid slag i närstrid eller i gatuvåld mot motståndarens kropp och ansikte. 

## Historia

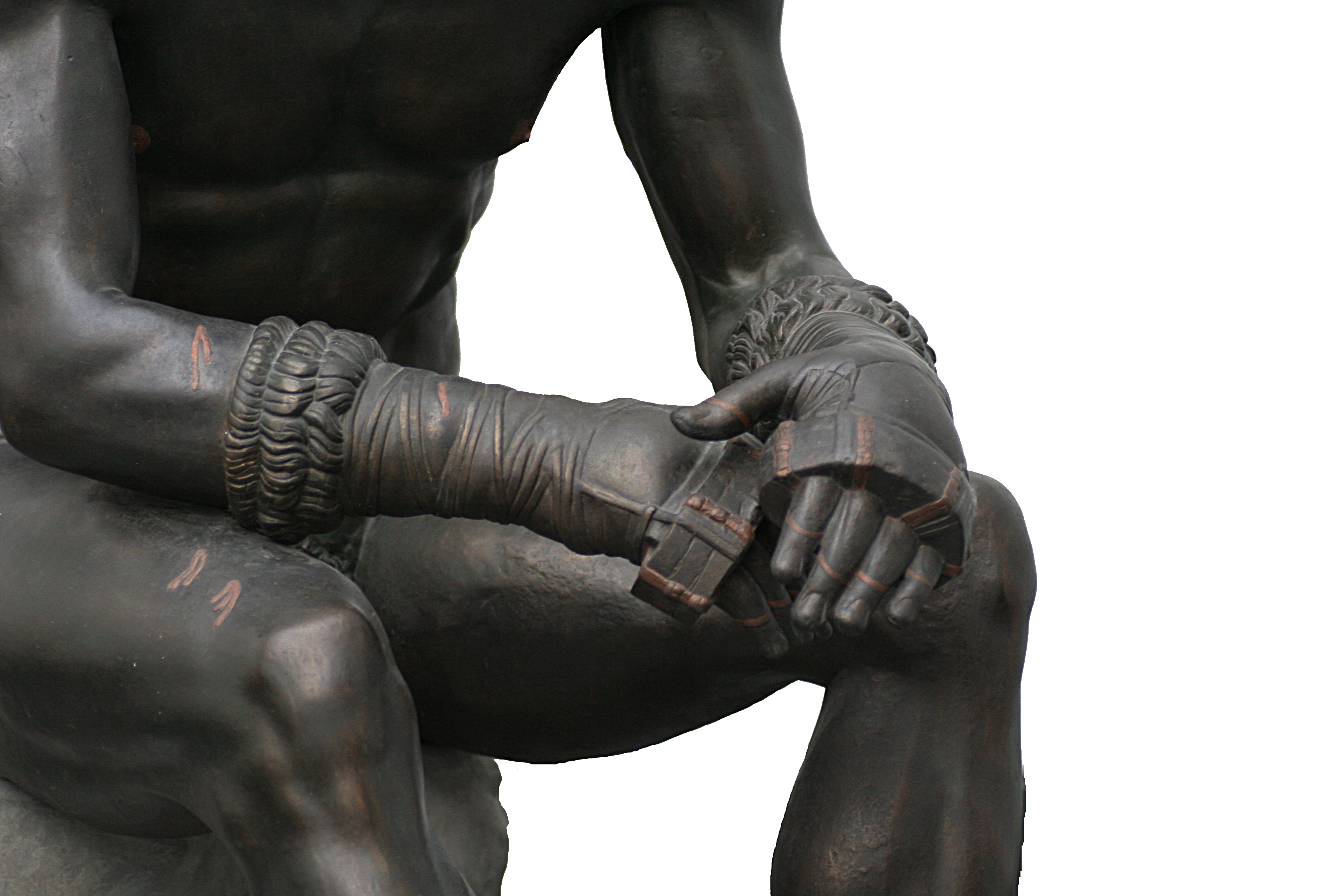
Detaljbild av händerna klädda i cestus, modern kopia av bronsfigur från århundradet f.Kr.

Knogjärn är kända sedan Romarriket, där det förekom en typ av vapen kallat caestus eller cestus, som kunde ha många olika former, från att vara ihopsatta av enkla läderremmar till mer att mer likna en läderhandske med infogade bitar av bly och järn.

## Lagstiftning
I Finland är det enligt Ordningslagen förbjudet att bära knogjärn på allmän plats. Man får inte heller tillverka dem, föra dem in i landet eller saluföra.
I Sverige är det enligt knivlagen förbjudet att bära knogjärn på allmän plats och de är också otillåtna att saluföra, eller överlåta till personer under 21 år.